# 布来鲁单抗
布来鲁单抗（INN：bleselumab；开发代号：ASKP1240）是一种人单克隆抗体，设计用于预防器官移植排斥。
该药由协和麒麟制药开发株式会社研发。